# محمد نوازی
محمد نوازی (زادهٔ ۱۴ شهریور ۱۳۵۳ در سرآب - ) بازیکن سابق و مربی فوتبال اهل ایران است. وی سابقه مربیگری در  باشگاه فوتبال استقلال تهران داشته است.

## شروع فوتبال
محمد نوازی فوتبال خود را از پایه‌های استقلال آغاز کرد. او سال ۶۹ به جوانان استقلال آمد و زیر نظر مصطفی شرکاء بازی می‌کرد.
آن روزها آنها در باشگاه دیهیم فوتبال بازی می‌کردند. او بعد از حضور در پایه‌های استقلال به بهمن رفت.

## دوران حرفه ای
محمد نوازی بازیکن فوتبال سابق باشگاه استقلال تهران و تیم ملی فوتبال ایران در جام ملت‌های آسیا ۲۰۰۰ لبنان، بازی‌های آسیایی ۱۹۹۸ بانکوک و کاپیتان تیم ملی در مسابقات همبستگی کشورهای اسلامی بود.
محمد نوازی یکی از محبوب‌ترین بازیکنان استقلال بوده است. وی به دلیل توانایی در ارسالهای بلند و مهارت شگفت انگیز در رابونا نخستین بازیکن صاحب امضا در تاریخ فوتبال ایران است.

## دربی
نام محمد نوازی در  شهرآورد پنجاهم تهران به دلیل فنی و حاشیه ای پر رنگ است. گل زیر طاق به احمدرضا عابدزاده که در آن روزها در اوج آمادگی قرار داشت و درگیری فیزیکی وی با حمید استیلی که منجر به رفتن دو روزه آنها به زندان گردید باعث برجسته شدن نام وی در این دربی شد.

## افتخارات

### ملی
ایران
- قهرمان بازیهای آسیایی

- مدال طلا بازیهای آسیایی ۱۹۹۸ بانکوک

### باشگاهی
استقلال تهران
- قهرمان  لیگ فوتبال ایران ٨٠–۱٣٧۹

٣ دوره قهرمان جام حذفی فوتبال ایران
- جام حذفی فوتبال ایران۷۹—۱۳۷۸

- جام حذفی فوتبال ایران۸۱—۱۳۸۰

- جام حذفی فوتبال ایران ۸۷–۱۳۸۶

نایب قهرمانی
- نایب قهرمان لیگ قهرمانان آسیا ۹۹–۱۹۹۸

- نایب قهرمان  لیگ فوتبال ایران ۷۸–۱۳۷۷

- نایب قهرمان لیگ فوتبال ایران ۷۹–۱۳۷۸

- نایب قهرمان  جام حذفی فوتبال ایران ۷۸–۱۳۷۷

صبای قم
- قهرمان جام حذفی فوتبال ایران ۸۴–۱۳۸۳

فردی
  کاپیتان تیم ملی فوتبال ایران  در  بازی‌های همبستگی کشورهای اسلامی